# Вельке Леваре
Вельке Леваре (словац. Veľké Leváre, венг. Nagylévárd, нем. Großschützen) — деревня на западе Словакии в составе района Малацки в Братиславском крае.
Расположена в исторической области Загорье на берегу реки Рудава, недалеко от деревни на западе проходит австрийская граница, на востоке находится военный полигон Загорье.
Примерно в 7 км к северу расположен город Малацки и в 41 км — столица Братислава.
Население по состоянию на 31.12.2020 — 3613 жителей.

## История
Первое письменное упоминание датируется 1378 годом. До 1918 года в составе Венгерского королевства, после чего во вновь образованной Чехословакии.
Железнодорожная станция на железнодорожной линии Братислава — Куты — Бржецлав.

## Население
| Год:                | 1994 | 2004     | 2014    | 2024    |
| ------------------- | ---- | -------- | ------- | ------- |
| Количество человек: | 3228 | 3554     | 3576    | 3762    |
| Разница:            |      | +10,09 % | +0,61 % | +5,20 % |

## Достопримечательности
- Церковь Девы Марии 1723 года
- Анабаптистская часовня Хабана 1767 года
- Дворец

## Известные уроженцы
- Бром, Густав (1921—1995) — джазовый и эстрадный композитор, дирижёр, саксофонист, поэт-песенник и певец.
- Словак, Ладислав (1919—1999) — дирижёр.